# Tulio Halperín Donghi
Tulio Halperín Donghi (Buenos Aires, 27 de octubre de 1926 - Berkeley, California; 14 de noviembre de 2014) fue un historiador argentino. Realizó grandes aportes en torno al estudio de la historia económica y social de Argentina y América Latina, así como de las elites y los intelectuales en la Argentina del siglo XIX.

## Biografía
Hijo de un profesor de latín y una profesora de lengua castellana, egresó del Colegio Nacional de Buenos Aires en 1944 y cursó sus estudios superiores en la Universidad de Buenos Aires donde se recibió de abogado, profesor en Historia y doctor en Historia. Realizó posgrados en la Universidad de Turín y en la École Pratique des Hautes Études. En esta última institución entró en contacto con el destacado historiador Fernand Braudel, que le brindó apoyo material para su investigación sobre los moriscos en el reino de Valencia. Si bien Halperín acabó abandonando Francia y el estudio de la historia española, la influencia de Braudel y la Escuela de los Annales se dejaría ver en su obra durante los años siguientes.
Fue decano electo de la Facultad de Humanidades y Artes de la Universidad Nacional de Rosario en 1955. Como tal buscó defender y aplicar los principios de la Reforma Universitaria tras más de una década marcada por la agenda del peronismo en el gobierno. En los años siguientes fue profesor en las universidades de Buenos Aires y Nacional del Litoral.
Cumplió un papel destacado en la renovación historiográfica impulsada desde el Centro de Estudios de Historia Social dirigido por José Luis Romero. Sus investigaciones sobre los cambios en la estructura socioeconómica rioplatense, a partir del estudio de las elites y sus proyectos de nación. Colaboró con Gino Germani y los profesionales del Instituto Di Tella en el proyecto financiado por la Fundación Ford para estudiar los problemas ligados a la inmigración transatlántica en la Argentina.[cita requerida] Este trabajo cristalizó en la obra colectiva Argentina, sociedad de masas (1965).
En 1966 varios de estos proyectos se vieron truncados con los cambios sucedidos tras el Golpe de Estado en Argentina de 1966. En protesta ante la irrupción de los militares en los pasillos de la universidad durante la Noche de los Bastones Largos, Halperín renunció a su cargo y migró hacia Uruguay. Allí comenzó un largo período viviendo en el exterior, trabajando en las universidades de la República, Oxford y Harvard, para radicarse definitivamente en Berkeley en 1972.
En 1969 se publicó Historia contemporánea de América Latina, donde realiza, en la perspectiva de la larga duración, una síntesis problematizadora de la región desde fines del siglo XVIII. En 1972 publicó Revolución y guerra, considerado por la literatura especializada como su magnum opus. En esta obra, realiza un estudio sobre la élite política y militar rioplatense de los prolegómenos de la Revolución de Mayo y los cambios que atraviesa durante la década revolucionaria.
Dirigió Historia Argentina de Ediciones Paidós y la Biblioteca del Pensamiento Argentino, de la Editorial Ariel y el Proyecto y construcción de una nación, cuyo estudio preliminar ("Una nación para el desierto argentino") problematiza los proyectos políticos, sociales y económicos de los intelectuales y políticos en los años de construcción del Estado argentino desde mediados del siglo XIX. Otras de sus obras son Tradición política española e ideología revolucionaria de mayo, Guerra y finanzas en los orígenes del estado argentino (1791-1850), Reforma y disolución de los imperios ibéricos, y La larga agonía de la Argentina peronista.[cita requerida]
Colaboró con el diario La Nación en el período comprendido entre 1973 y 1987 y con el marco teórico de algunas novelas históricas que eran compra opcional de la revista Humor.
Recibió dos Premios Konex de Platino a las Letras en la disciplina Historia en 1994 y 2004, así como la Mención Especial por Trayectoria de los Premios Konex en 2014.
Falleció el 14 de noviembre de 2014, a los 88 años.

## Impacto
Medievalista de origen, Halperín Donghi comenzó su trayectoria académica escribiendo su tesis doctoral sobre los moriscos y cristianos en Valencia en el siglo XVI. Sin embargo, es más recordado por sus enormes aportes a la historiografía argentina.
Es considerado como uno de los historiadores argentinos más influyentes dentro de la disciplina; ''su legado en la historiografía argentina es tan poderoso como el de Jorge Luis Borges en la literatura argentina''. Con el retorno de la democracia y las reformas de muchos planes de estudio universitarios, distintas obras de Halperín, escritas durante su exilio, entraron definitivamente en los curriculum académicos de casi todas las casas de altos estudios de la Argentina. Concretamente, Revolución y Guerra se instaló como un libro central en el estudio de la naciente argentina inaugurada con la Revolución de Mayo. Virtud particular de Halperín con esta obra fue dinamitar las posiciones maniqueas, entre liberales y revisionistas, que habían caracterizado la historiografía argentina hasta ese momento. Roto estos lastres intelectuales, púdose abrir un nuevo período historiográfico.
Desde 1995, su libro La larga agonía de la Argentina peronista reforzó los estudios sobre el siglo XX argentino, complementando y contrastando con otros autores tales como Murmis, Portantiero, Juan Carlos Torre y Daniel James.
Un aspecto ineludible de su contribución historiográfica vino de la mano de la introducción de la llamada historia total o historia social. Inaugurada en Francia por Marc Bloch y Lucien Febvre, y continuada por Fernand Braudel, se trata de una forma de contemplar la historia que considera al proceso histórico como una totalidad, entrecruzando la economía, la política, las estructuras sociales, las ideas y los imaginarios. El Reino Unido también participará en esta gran renovación historiográfica mundial. Junto con grandes historiadores como José Luis Romero y Claudio Sánchez Albornoz, Halperín Donghi introduce en la historiografía argentina esta nueva forma de concebir, estudiar y entender el pasado. En la disciplina se considera que Tulio Halperín Donghi reinventó el oficio del historiador argentino.

## Publicaciones
- El pensamiento de Echeverría (Sudamericana, 1951)
- Un conflicto nacional: moriscos y cristianos viejos en Valencia (Cuadernos de Historia de España, 1955 y 1957). Publicado por primera vez como libro en 1980 por la Universidad de Valencia.
- Tradición política española e ideología revolucionaria de mayo (Eudeba,1961)
- El Río de la Plata al comenzar el siglo XIX (Facultad de Filosofía y Letras de la Universidad de Buenos Aires, 1961)
- Historia de la Universidad de Buenos Aires (Eudeba, 1962)
- Argentina en el callejón (Arca, 1964)
- Storia dell'America Latina (Giulio Einaudi, 1967). Publicada en castellano con el título Historia contemporánea de América Latina (Alianza Editorial, 1969), y ampliada en 1990.
- El revisionismo histórico argentino (1970). Edición ampliada en 2005 con el título El revisionismo histórico argentino como visión decadentista de la historia nacional.
- Revolución y guerra. Formación de una elite dirigente en la Argentina criolla (Siglo XXI, 1972)
- Hispanoamérica después de la independencia (Paidós, 1972)
- Historia argentina 3. De la revolución de la independencia a la confederación rosista (Paidós, 1972)
- Historia argentina 7. La democracia de masas (Paidós, 1972)
- El ocaso del orden colonial en Hispanoamérica (comp.) (Sudamericana, 1978)
- Proyecto y construcción de una nación. Argentina 1846 - 1880 (ed.) (Biblioteca Ayacucho, 1980)
- Una nación para el desierto argentino (Centro Editor de América Latina, 1982)
- Guerra y finanzas en los orígenes del estado argentino (1791-1850) (Editorial de Belgrano, 1982)
- José Hernández y sus mundos (Sudamericana, 1985)
- El ocaso de la Nación Argentina: El peronismo bajo la lupa (1985)
- Reforma y disolución de los imperios ibéricos (Alianza, 1985)
- El espejo de la historia. Problemas argentinos y perspectivas latinoamericanas (Sudamericana, 1987)
- La larga agonía de la Argentina peronista (Ariel, 1994)
- Ensayos de historiografía (El Cielo por Asalto-Imago Mundi,1996)
- Vida y muerte de la república verdadera; 1910-1930 (Ariel, 2000)
- Argentina y la tormenta del mundo. Ideas e ideologías entre 1930 y 1945 (Siglo XXI, 2003)
- La república imposible; 1930-1945 (Ariel, 2004)
- Son memorias (Siglo XXI, 2008)
- Letrados y pensadores. El perfilamiento del intelectual hispanoamericano en el siglo XIX (Emecé, 2013)
- El enigma Belgrano: Un héroe para nuestro tiempo (Siglo XXI, 2014)
- Las tormentas del mundo en el Río de la Plata. Cómo pensaron su época los intelectuales del siglo XX (Siglo XXI, 2015)